# 雄蕊

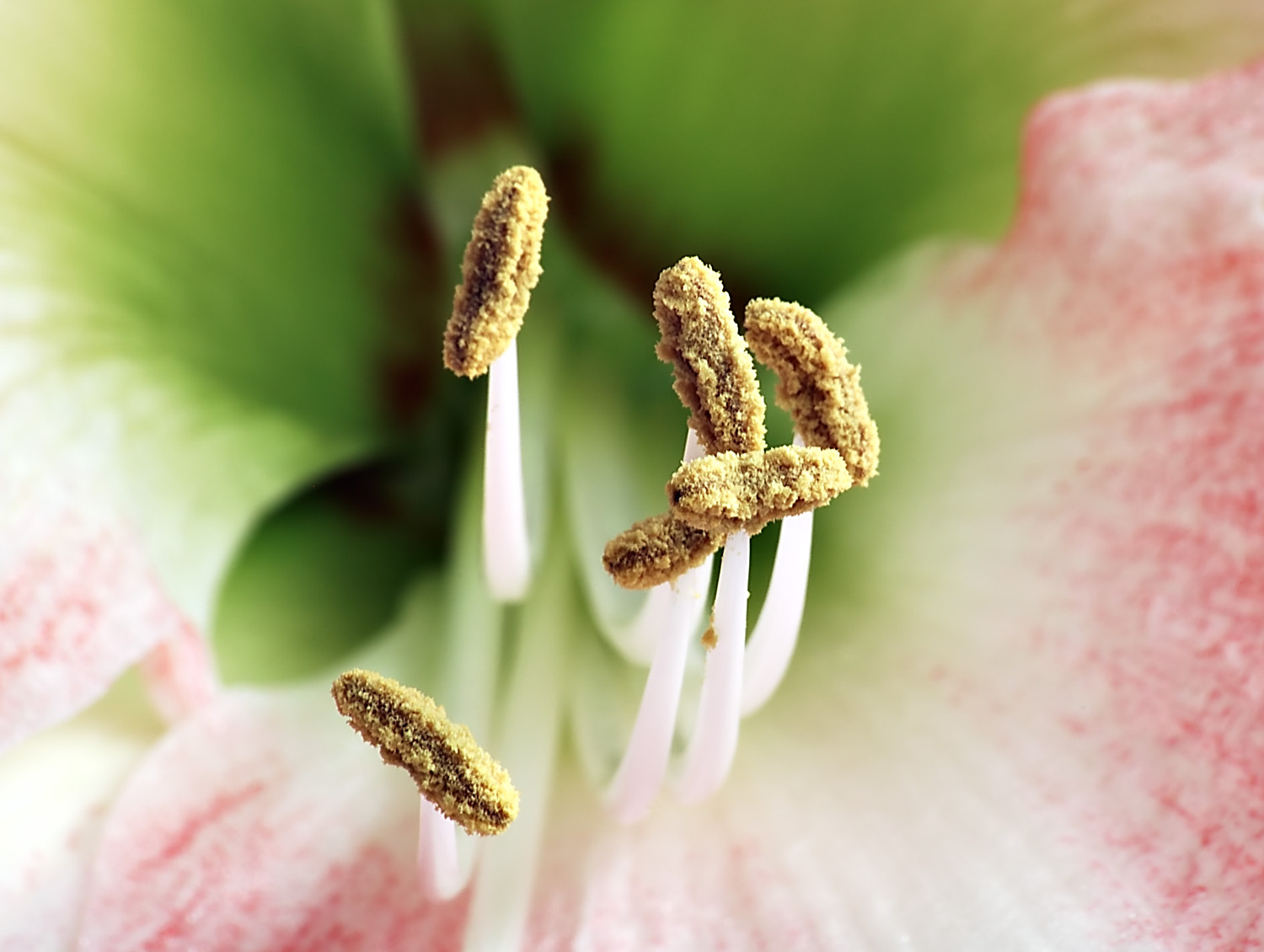
朱顶红的雄蕊，示顶端附着花粉的花葯部分

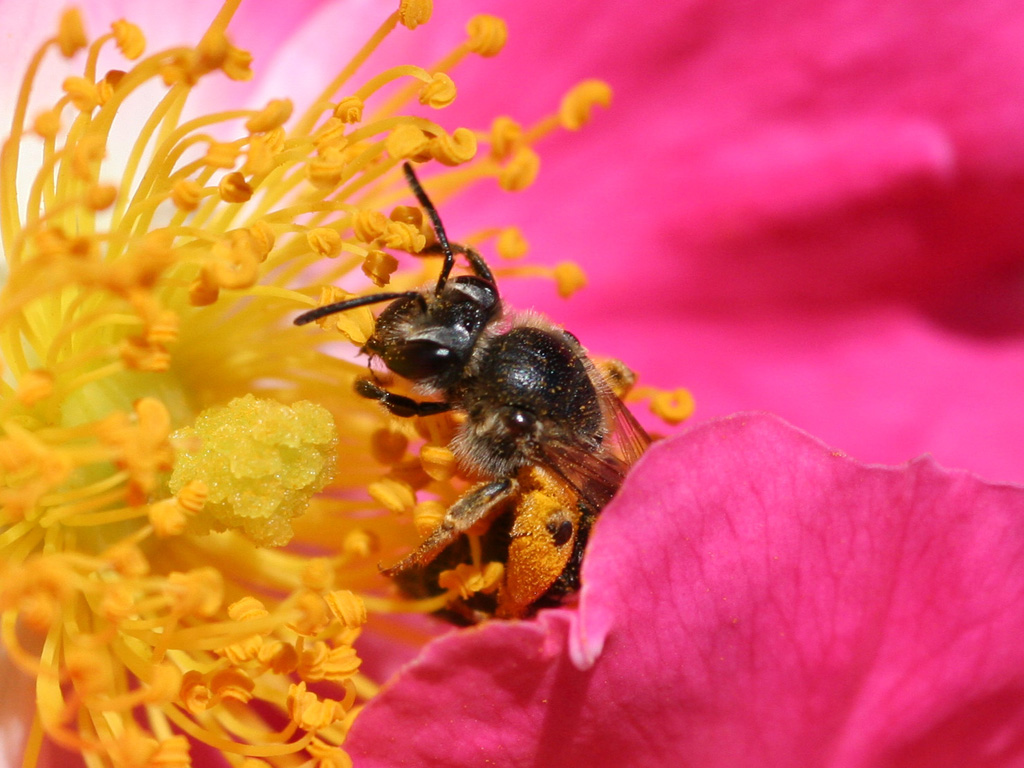
蜜蜂等动物在采集花蜜和花粉的同时，也会把一朵花的花粉傳播到另一朵花上

傳統上稱為 雄蕊（stamen）的構造，現在稱為 雄花器（androecium），是被子植物花的雄性生殖器，作用是产生花粉。雄蕊輪狀或螺旋狀著生於花托上，位于花被内側及雌花器外側（霉草科中的少數成員為例外，其中最著名者為Lacandonia schismatica）。雄蕊的主要構造可分為花絲及花葯。一种植物的花一般有固定的雄蕊数量（最常见的为每花6枚），但也有例外。多数花的雄蕊长度相等；长度不相等的又可分为四强雄蕊（十字花科），二强雄蕊（脣形科）等。

## 结构

### 花丝
雄蕊下部细长丝状的部分称为「花丝」，起承托花葯和在花发育过程中传送养分的作用。花丝因植物种类不同有离生或合生的分类，合生雄蕊又可分為單體雄蕊（连合成一束）、二體雄蕊（連合成二束）及多體雄蕊（連合成多束）等，單一一束稱為雄蕊柄（androphore）。有些植物例如栀子的花丝完全消失，而美人蕉科及薑科花中不孕性雄蕊的花丝则扩大成花瓣状。

### 花葯
端头膨大、生长花粉的囊状结构称为花葯。按照花葯在花丝上的附着形式，可分为全着葯（花葯完全附着在花丝上，例如莲），底着葯（只有基部附着，如莎草），背着葯（背部附着，如山茱萸等），丁字着葯（横卧的花葯在背部中央部分附着，如百合）、聚葯（花丝分离但花葯联合，如菊科植物）。
花葯经常由不孕性的葯隔（connective）分成2个葯室（locule），每一葯室又分成1-2个小孢子囊，又称花粉囊。花葯壁由表皮层（endothecium）、纤维层、中间层、及绒毡层（tapetum）构成，其中绒毡层结构特殊，有为生长花粉提供营养的作用。花粉囊中的花粉母細胞行減數分裂形成单倍体的小孢子，小孢子而後發育成為具有生殖細胞及營養細胞的花粉粒（未成熟的雄配子體）。
花葯发育成熟的时候裂开以便散发花粉；花葯的开裂多呈纵缝状，但也有呈孔状（杜鹃花科）或阀门状（小檗科、樟科）。花葯裂开後，花粉或自然坠落，或者通过风、流水或傳粉動物（如蜜蜂、蝴蝶及鳥而传播到同一朵花或不同朵花的心皮柱頭上，經此授粉過程後，花粉會萌發發育為花粉管，繼而授精。

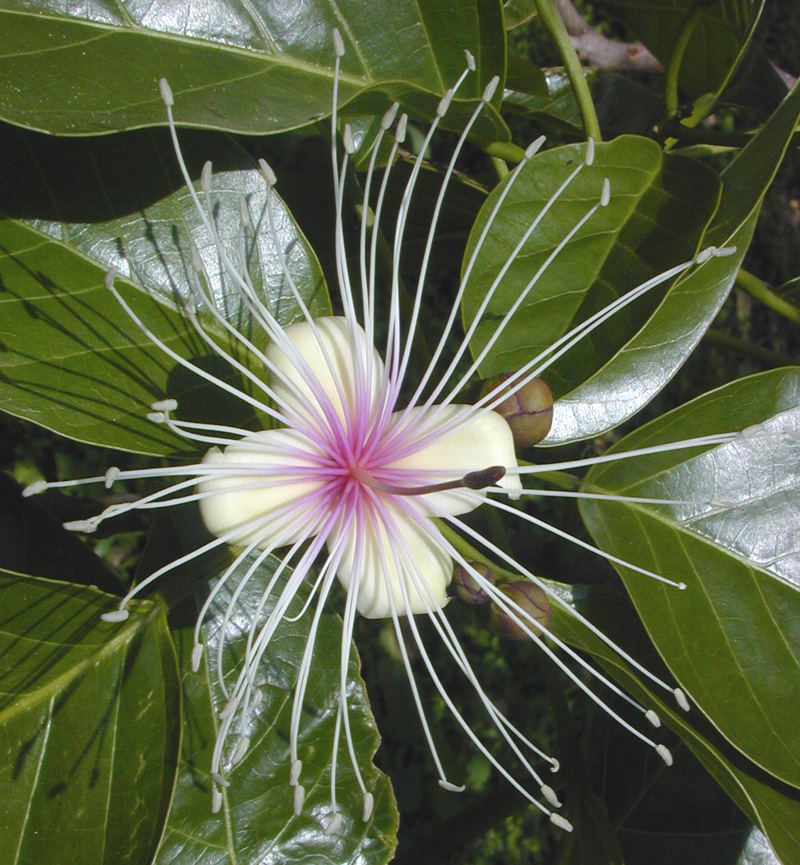
白花菜目的鱼木　(Crateva religiosa）　有很多显著的雄蕊
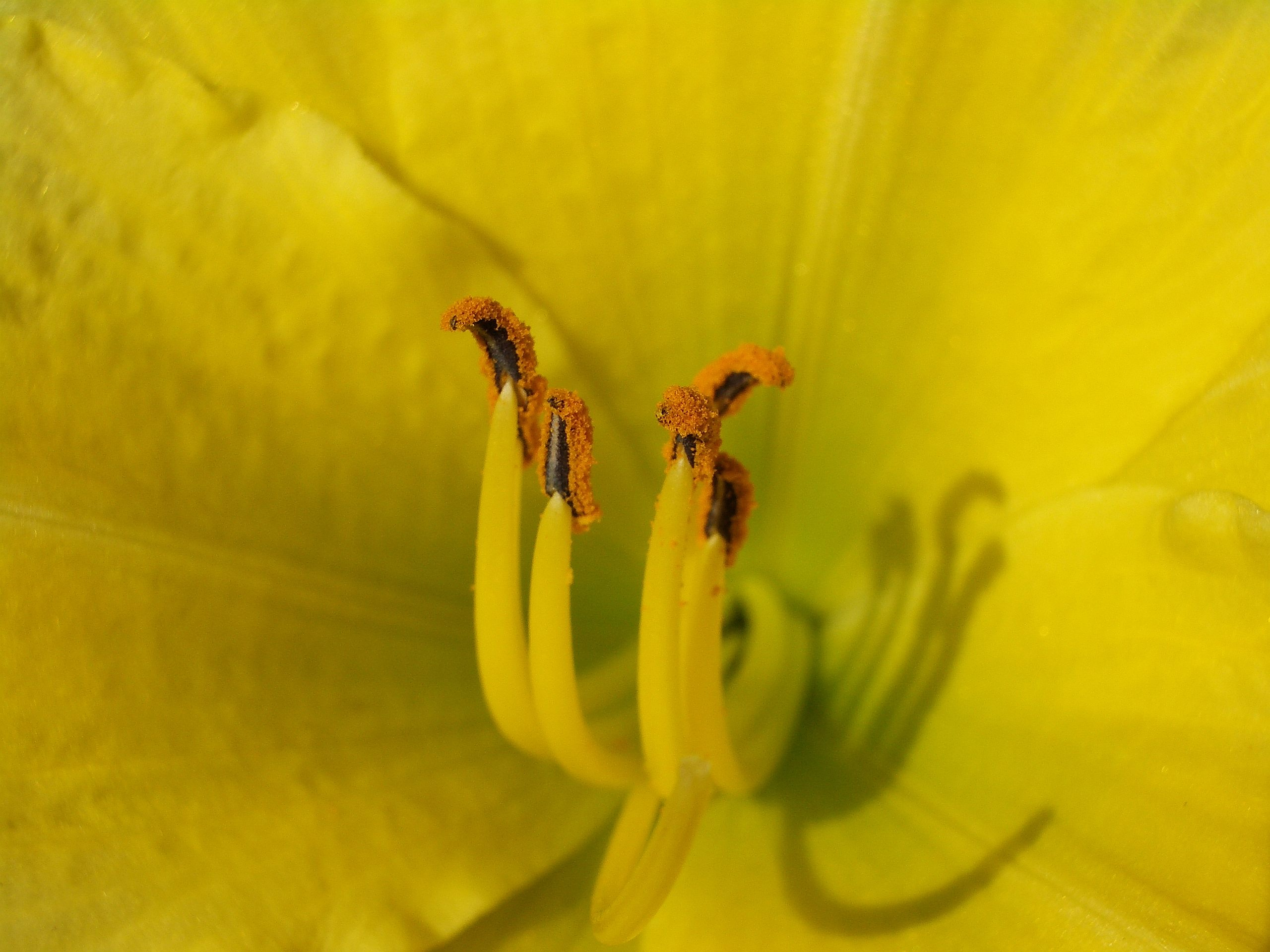
萱草雄蕊上的花粉
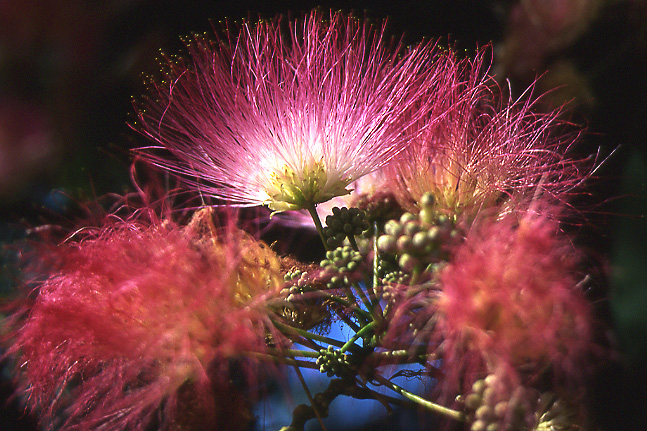
合欢“花”的可见部分由众多丝状雄蕊构成